# Heterorachis melanophragma
Heterorachis melanophragma là một loài bướm đêm trong họ Geometridae.